# 中国驻也门大使馆
中华人民共和国驻也门共和国大使馆（阿拉伯语：سفارة جمهورية الصين الشعبية لدى الجمهورية اليمنية），简称中国驻也门大使馆，是中华人民共和国驻也门的外交代表机构。

## 历史沿革
1956年，中国与也门穆塔瓦基利亚王国建立公使级外交关系。1958年，中国政府在也门王国首都萨那设置驻也门公使馆，公使由驻阿联大使陈家康兼任，另派参赞常驻公使馆主持馆务。1963年，两国升格为大使级外交关系，公使馆升格为大使馆，并派驻大使。1968年，中国与南也门建交。次年，中国政府在南也门首都亚丁设置驻南也门大使馆，并派驻大使。1990年，也门统一，驻南也门大使馆改设为驻亚丁总领事馆。2015年4月，因也门局势恶化，中国政府暂时关闭驻也门使领馆；12月，驻也门大使馆随也门政府在沙特阿拉伯首都利雅得恢复办公。

## 机构设置
根据有关规定，中国驻也门大使馆在2015年4月暂时闭馆前设置下列机构：

### 内设机构
- 政治处
- 经商处
- 武官处
- 领事部
- 办公室

### 总领事馆
- 中国驻亚丁总领事馆